# Parabrachiella sciaenae
Parabrachiella sciaenae is een eenoogkreeftjessoort uit de familie van de Lernaeopodidae. De wetenschappelijke naam van de soort is voor het eerst geldig gepubliceerd in 1906 door Brian.